# Mesa-redonda (televisão)
Em televisão, Mesa-redonda é um gênero de programa de debates. As mesas-redondas mais comuns e mais conhecidas são aquelas dedicadas a discussões esportivas.
Como Programas esportivos, as mesas-redondas são conhecidos por sempre trazerem discussões e desentendimentos entre os comentaristas, cada um com uma opinião diferente sobre escalações, jogadas e times do coração.
Atualmente, as mesas redondas esportivas estão em praticamente todos os canais abertos e, em todos os canais fechados esportivos, e são a base do jornalismo esportivo na TV Brasileira.

## História

### Mesas Redondas Esportivas
Segundo o “Guia dos Curiosos”, de Marcelo Duarte, em 18 de setembro de 1955, no aniversário de cinco anos da TV no Brasil, o clássico Santos 3 x 1 Palmeiras, na Vila Belmiro, transmitido pela TV Record, foi a primeira transmissão de um evento esportivo da TV brasileira.
8 anos depois desta primeira transmissão esportiva, o futebol, portanto, já estava consolidado como grande atração na Televisão. A TV, então, já começava a captar boas verbas publicitárias nesta área. Foi nesse ambiente que estreou, no final de 1963, a primeira mesa-redonda brasileira sobre futebol. Coube esse mérito ao programa Grande Revista Esportiva (que pouco tempo depois passou a se chamar Grande Resenha Facit por conta do patrocínio da empresa Facit, fabricadora de máquinas de escrever), da TV Rio. O programa era composto por comentaristas que discutiam a atuação e o desempenho dos times cariocas, principalmente nos jogos disputados no Maracanã no final de semana. A mesa era formada por Armando Nogueira, Nelson Rodrigues, João Saldanha, José Maria Scassa, Hans Henningsen (o “Marinheiro Sueco”), Vitorino Vieira, o ex-artilheiro Ademir e, como âncora, Luiz Mendes. O formato desenvolvido à época serviu de inspiração para todos os futuros programas de debate esportivo
Foi Luiz Mendes quem sugeriu a ideia do programa ao então diretor da TV Rio, Walter Clark, depois de assistir na emissora a um debate político entre os comentaristas Oliveira Bastos, Murilo Mello Filho e Villas-Boas Corrêa. O apresentador achava os debates interessantes e se questionava por que não poderia ser feito um programa no mesmo formato sobre futebol, já que os jogos eram disputados todo final de semana.
Desta forma, inicialmente, os programas estilo mesa-redonda eram transmitido nas noites de domingo, sempre após a realização das partidas dos campeonatos profissionais.
Na esteira da Grande Resenha Esportiva Facit, surgiram outros programas de debate esportivo nas emissoras concorrentes. A TV Record apostou em Sílvio Luiz para comandar o Na Boca do Tigre (1967). A TV Continental lançou A Prova dos Nove (1969), que contava com grandes estrelas do rádio esportivo. Já em 1972, a TV Gazeta criou um dos programas mais marcantes do tipo, o Futebol é com 11.
Em 1993, o programa Cartão Verde, da TV Cultura, foi o primeiro a acreditar que as noites de segunda-feira também poderiam, sim, ser um bom momento para falar sobre futebol.
Estes programas, porém, tinham algo em comum: Os comentaristas eram torcedores fanáticos dos grandes clubes, e os telespectadores sabiam disso.
Desde os anos 1990, com o advento das televisões por assinatura, as mesas-redondas vêm incorporando algumas mudanças pontuais. Comentaristas mais "isentos" foram incorporados, e as mulheres, antes completamente ausentes das atrações, já começam a ganhar espaço como
apresentadoras, comentaristas ou mediadoras entre o programa e o público.
Atualmente, as mesas redondas esportivas estão em praticamente todos os canais abertos e, em todos os canais fechados esportivos, e são a base do jornalismo esportivo na TV Brasileira.